# 拟鲤碘泡虫
拟鲤碘泡虫（学名：Myxobolus rutilus）为碘泡科碘泡虫属的动物。在中国，分布于湖北、浙江、四川、江西等，营寄生生活，寄生在鳃（鲫、怀头鲇、鲇、中华倒刺鲃）、肾（鲫、鳙、怀头鲇）、胆囊、鲫（鲫、鳙）、膀胱、肝（鲫）。